# Karolina Kusek
Karolina Kusek (Ternopil, 1940) è una poetessa polacca autrice di aforismi e testi di canzoni.

## Gli esordi
Si è diplomata in violino alla scuola di musica a Breslavia. Successivamente si è laureata alla Facoltà di Filologia Polacca presso l'Università di Breslavia e all'Accademia di Educazione Speciale di Maria Grzegorzewska a Varsavia. Ha lavorato presso la Casa Editrice dell'Istituto Nazionale di Ossolińscy a Breslavia e poi come giornalista per i quotidiani "Słowo Polskie", in italiano "Parola Polacca" e "Słowo Powszechne", in italiano "Parola Comune".
Ha esordito nel 1970 con il poema "A sio rakieto!", in italiano, "Accidenti un razzoǃ" per la rivista "Miś", in italiano, "Orso".

## Le opere
Nel 1982 ha pubblicato una raccolta di poesie per bambini intitolata "Słonecznikowe nutki", in italiano "Note al girasole". È autrice di 28 raccolte di poesie, in maggioranza per bambini e su bambini, come: ,"Na Ziemi i wyżej", in italiano, "Sulla Terra e oltre" , "Spacerkiem przez pole”, in italiano, "Cammina in mezzo al campo", "Barwy Lata", in italiano, "Colori Estivi", "Twoje słowa", in italiano, "Le tue parole", "Z babcią za rękę", in italiano, "Con la mano di mia nonna", "Moje Krajobrazy”, in italiano, "I miei paesaggi",  "Malowane Słońcem", in italiano, "Sole dipinto", "Obrazki z naszego dzieciństwa”, in italiano, "Immagini della nostra infanzia", "W stronę słońca", in italiano, "Verso il sole", "Atramentowym szlakiem”, in italiano, "Scia d'inchiostro", "Za głosem serca", in italiano, "Dietro il tuo cuore", "Pomiędzy świtem a zmierzchem”, in italiano, "Tra l'alba ed il tramonto", "Objęłam spojrzeniem świat dziecka", in italiano, "Ho visto il mondo dei bambini", "Dzieci Marsa”, in italiano, "Bambini di Marte", e altre. È l’autrice della versione poetica di "Lo Schiaccianoci" secondo Hoffmann, per la prima esecuzione del balletto all'Opera di Breslavia e del dramma teatrale, "Tajemniczy cień", in italiano, "Ombra misteriosa". Le poesie di Karolina Kusek sono state tradotte in molte lingue, tra cui inglese, cinese, ceco, esperanto, francese, spagnolo, tedesco, russo, ucraino, italiano e altre.

## I diritti dei bambini
Karolina Kusek è una grande sostenitrice dei diritti dei bambini, perché come dice lei, UN BAMBINO è il bene più grande e la speranza del mondo che merita rispetto, un’infanzia dignitosa, l’amore e le condizioni per lo sviluppo. Nelle sue poesie l'autrice si concentra sul mondo del bambino, la sua vita, le sue sensazioni e le sue emozioni. Mostra il mondo visto attraverso gli occhi di un bambino, un mondo che spesso differisce da come lo percepiscono gli adulti. In molte poesie, l'autrice invoca anche i tempi della guerra, e in essi il dramma inimmaginabile dei bambini.
Il lavoro di Karolina Kusek è una sorta di testimonianza della memoria e un messaggio per le generazioni future. L'autrice in una forma letteraria fa appello agli adulti per indurli a prestare attenzione ai problemi e ai drammi dei bambini nel mondo moderno, ma anche dirige le parole al bambino, cercando di focalizzare la sua sensibilità sulla bellezza, la durabilità e la fragilità del mondo, l'armonia nella natura, la saggezza delle leggi eterne della natura, della quale l'uomo fa una parte inseparabile.Molte delle opere di Karolina Kusek sono state pubblicate su riviste pedagogiche, sulla stampa nazionale e regionale, nelle antologie di poesia per bambini e ai libri di testo per scuole ed asili.

## Premi e onorificenze
La poetessa è stata premiata, tra l'altro, con il premio Lavoro Organico di Maria Konopnicka, con il Premio Letterario di Klemens Janicki, con la statuetta Feniksː il premio espressionista di Tadeusz Miciński, con la medaglia d'argento Labor Omnia Vincit di Hipolit Cegielski, e con il premio European Medal of Poetry and Art - Homer. È inoltre vincitrice multipla quale Donna Influente della Bassa Slesia e finalista nell'attribuzione di Personalità dell'Anno 2017. Nel 2018 Karolina Kusek ha ricevuto il terzo premio nel ventesima votazione quale Donna più Influente della Bassa Slesia. È stata una votazione organizzata esclusivamente tra i rappresentanti dei mediaː caporedattori, redattori di dipartimenti, giornalisti, critici, esperti e fotoreporter. Da molti anni vengono organizzate gare letterarie in numerose scuole e biblioteche in tutta la Polonia ispirate a Karolina Kusek, oltre a mostre e spettacoli artistici.